# Temossi
Temossi (Temusci nel dialetto locale) è una frazione di 39 abitanti del comune di Borzonasca, nella città metropolitana di Genova, nella valle Sturla, a 620 metri sul livello del mare. La frazione dista circa 8 chilometri a nord dal centro urbano del capoluogo, raggiungibile attraverso la strada provinciale 586 della Valle dell'Aveto.

## Geografia fisica

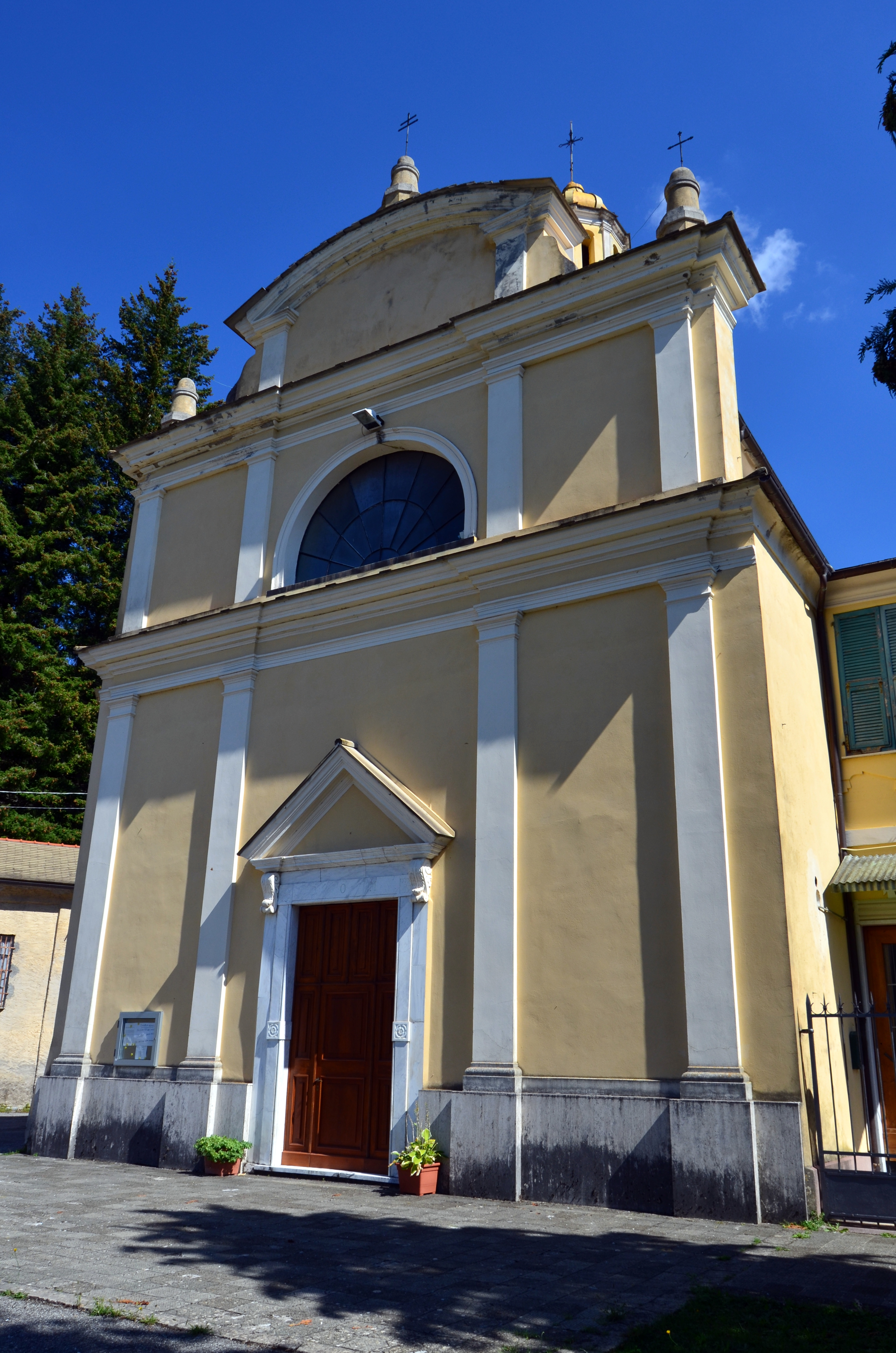
La chiesa parrocchiale di Santa Maria Assunta

Gode di una grande vista panoramica sul monte Ramaceto e il monte Cucco, il passo della Forcella e l'acrocoro dell'alta valle Sturla. Il borgo si è sviluppato lungo la direzione di collegamento "in costa" tra i vari paesi, poco intorno si trova il piccolo nucleo abitato di Montemozzo.
Le case sono inframmezzate alle "fasce", piccole porzioni di terra racchiusa da muri di pietra a secco, e coltivate ad ortaggi, patate e granoturco in prevalenza, mentre pochi alberi da frutta e boschi di castagno inframmezzati ai grandi boschi pini, impiantati come rimboschimento nel ventennio fascista raccontano la dura vita contadina.
Le località vicine sono Bertigaro, Stibiveri, Gazzolo, Campori e Barca di Gazzolo, mentre poco sopra si trovano i laghi di Giacopiane e il monte Bregaceto meta di una piacevole passeggiata attraverso le pinete, passando dall'abitato di Montemozzo.

## Storia
Le sue origini certe risalgono all'alto medioevo quando Ottone I di Sassonia nel 972 lo cita come Temosum insieme alla vicina Butigarinum (Bertigaro). Il cognome prevalente è Bernero.

## Monumenti e luoghi d'interesse
- Chiesa della Madonna Assunta. La chiesa è la principale dell'alta valle Sturla. Fu fondata dai monaci di San Colombano di Bobbio nel XIII secolo, assoggettata alle dipendenze della comunità parrocchiale di Borzone e nominata a prevostura il 29 agosto del 1882. Nella navata sono custodite le spoglie del capitano Della Cella, di una nobile famiglia e ricordato per la sua partecipazione alla battaglia di Lepanto del 1572, mentre il ricordo dei tantissimi emigranti è perpetuato con una lapide che ricordando le donazioni di tutti i benefattori è testimonianza della memoria proveniente da oltre oceano.
- Il vicino cimitero, da cui si gode una amena ed ampia vista della valle Sturla, comprende cappelle gentilizie delle principali famiglie della zona, con alcune lapidi risalenti al XVIII secolo.
- Una targa sulla vecchia scuola, in memoria dei caduti nella Grande guerra, un piccolo edificio tra la chiesa ed il cimitero, è testimonianza del tempo andato e costituisce il ricordo tra gli anziani di questo punto di aggregazione.